# Mina Roelofsen
Wilhelmina (Mina) Roelofsen - Heij (Ede, 8 september 1903 - onbekend, 24 juni 1987) was een Nederlandse verzetsstrijdster tijdens de Tweede Wereldoorlog. Samen met haar echtgenoot Aart Roelofsen nam ze deel aan verzetsactiviteiten met als doel de toenmalige bezetters tegen te werken.

## Levensloop
Roelofsen werd geboren in Ede als de dochter van Wouterus Heij en Dirkje van Grootveld. Haar vader was landbouwer van beroep.
Op 22 juli 1925 trouwde ze in Ede met Aart Roelofsen (1897-1971). Aart was net als haar vader landbouwer.

### Oorlog en verzet
Roelofsen woonde met haar echtgenoot tijdens de Tweede Wereldoorlog op een boerderij genaamd Het Nieuwe Erf aan de Postweg in Lunteren. In de oorlog vormde hun boerderij het centrum van de verzetsgroep waar de man van Roelofsen leiding aan gaf. Zowel Joden als niet-Joden vonden onderdak bij hen. Ze hielpen bij het vervoer en onderbrengen van onderduikers, het vervalsen van identiteitspapieren en voedselbonnen en het smokkelen van wapens voor het ondergrondse verzet. Ook in hun eigen huis verborgen zij vluchtelingen. Na de Slag om Arnhem verborgen ze op de boerderij zelfs 55 Engelse en Australische piloten, die waren neergeschoten.
Na de bevrijding gaf het echtpaar Roelofsen hun eigen kleren aan de bij hen ondergedoken joden zodat deze goed gekleed uit hun schuilplaats konden komen.

### Na de oorlog
Op 5 februari 1985 ontving Roelofsen samen met haar toen al overleden echtgenoot de eretitel Rechtvaardige onder de Volkeren van het Israëlische holocaustherdenkingscentrum Yad Vashem.
Op 4 mei 2023 legden dochter Dirkje (94) en achterkleindochter Charlotte (30) tijdens de Nationale Dodenherdenking op de Dam in Amsterdam als eerbetoon een krans voor alle vrouwen die, net als Roelofsen, actief zijn geweest in het verzet.